# Saint-Aubin-Sauges
Saint-Aubin-Sauges es una comuna suiza del cantón de Neuchâtel, situada en el distrito de Boudry.  

## Transportes
Ferrocarril
Cuenta con una estación ferroviaria en la que efectúan parada trenes regionales.